# 조너선 실버먼

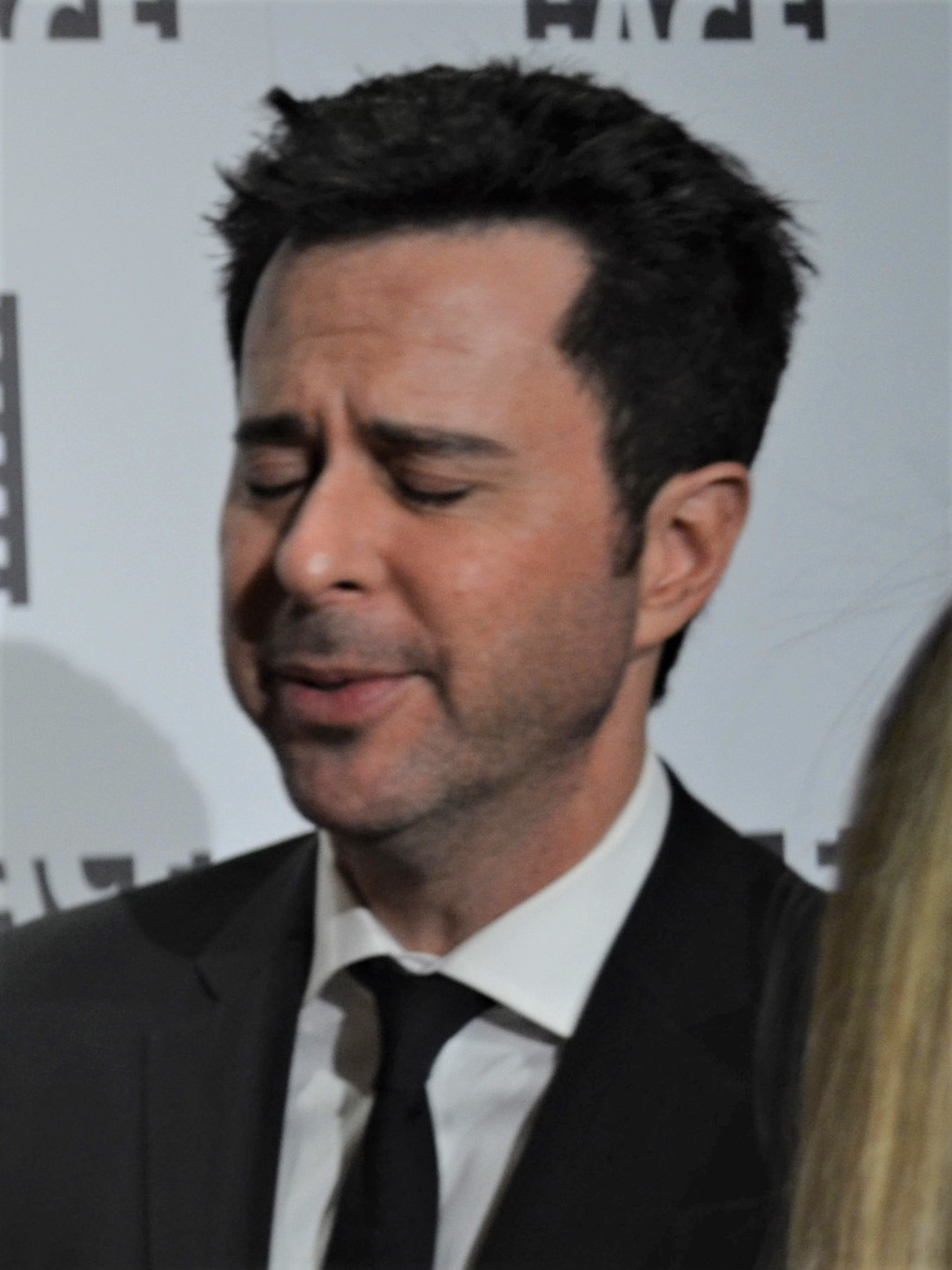

조너선 실버먼(영어: Jonathan Silverman, 1966년 8월 5일 ~ )은 미국의 배우, 영화 제작자이다.
로스앤젤레스에서 태어났다.

## 출연 작품
- 리틀 포니 프린세스 (2019년)
- 로보-독: 에어본 (2017년)
- 디아니 앤 드바인 미트 디 아포칼립스 (2016년)
- 베이비, 베이비, 베이비 (2015년)
- 완벽한 섹스의 발견 (2014년) - 톰 역
- 크롤스페이스 (2013년)
- 셀프 스토리지 (2013년) - 요나 역
- 내겐 너무 특별한 친구 (2013년)
- 어나더 더티 무비 (2012년)
- 스내치드 (2011년)
- 인큐버스 (2011년)
- 스윙잉 위드 더 핑켈스 (2011년) - 피터 역
- 쿠키 (2011년) - 자니 역
- 컨셉션 (2011년) - 브래드 역
- 메리드 낫 데드 (2009년)
- 베토벤스 빅 브레이크 (2008년) - 에디 역
- 지킬 (2007년) - 닥터 레니온 역
- 펭귄들의 익살극 (2007년)
- 잼 (2006년) - 개리 역
- 커피 데이트 (2006년) - 베리 역
- 로라 스마일 (2006년) - 폴 역
- 쿡아웃 (2004년) - 웨스 역
- 바비스 걸 (2002년)
- 디즈 올드 브로드 (2001년)
- 메이드 (2001년)
- The Inspectors 2: A Shred of Evidence (2000)
- 섹스 온 더 비치 (1999년)
- 데니얼 (1998년)
- 인스펙트 (1998년)
- 별난 커플 2 (1998년)
- Sketch Artist II: Hands That See (1995)
- 토마토 공장에서 생긴 일 (1994, Teresa's Tattoo)
- 미네소타 트윈스 (1994년)
- 베니의 주말 2 (1993년)
- 12시 01분 (1993년) - 배리 토머스 역
- 행복의 방정식 (1992년)
- 죽어야 사는 여자 (1992년)
- 리틀 시스터 (1992년)
- 집단 소송 (1991년)
- 베니의 주말 (1989년)
- 추억의 첫 사랑 (1988년) - 십대 앨런 애플비 역
- 캐디쉑 2 (1988년) - 해리 역
- 청춘 댄스 파트너 (1985년)
- 아들과 애인 (1985, Challenge of a Lifetime)

### 텔레비전
- 프렌즈 (1995)
- 더 데일리 쇼 (1996년) - 게스트 역
- 더 레이트 레이트 쇼 위드 크레이그 퍼거슨 (2005년)
- CSI: 마이애미 (2004)
- 캐슬 (2016)
- 로즈우드 (2017)
- 스캔들 (2018)
- 스테이션 19 (2020)
- 굿 걸스 (2021)
- 구스범스 (2023)
- 더 레이트 레이트 쇼 위드 크레이그 킬본 (1999년)